# Monte Carlo Open 1998 - Qualificazioni singolare
Le qualificazioni del singolare  del Monte Carlo Open 1998 sono state un torneo di tennis preliminare per accedere alla fase finale della manifestazione. I vincitori dell'ultimo turno sono entrati di diritto nel tabellone principale. In caso di ritiro di uno o più giocatori aventi diritto a questi sono subentrati i lucky loser, ossia i giocatori che hanno perso nell'ultimo turno ma che avevano una classifica più alta rispetto agli altri partecipanti che avevano comunque perso nel turno finale.
Le qualificazioni del torneo Monte Carlo Open 1998 prevedevano 28 partecipanti di cui 7 sono entrati nel tabellone principale.

## Teste di serie
1. Karim Alami (ultimo turno)
2. Jeff Tarango (Qualificato)
3. Galo Blanco (Qualificato)
4. Sjeng Schalken (Qualificato)
5. Nicolás Lapentti (Qualificato)
6. Juan-Albert Viloca-Puig (ultimo turno)
7. Javier Sánchez (Qualificato)

1. Tomas Nydahl (ultimo turno)
2. Jordi Burillo (Qualificato)
3. Gastón Etlis (primo turno)
4. Nicklas Kulti (primo turno)
5. Fernando Vicente (ultimo turno)
6. Dušan Vemić (primo turno)
7. Diego Nargiso (Qualificato)

## Qualificati
1. Diego Nargiso
2. Jeff Tarango
3. Galo Blanco
4. Sjeng Schalken

1. Nicolás Lapentti
2. Jordi Burillo
3. Javier Sánchez

## Tabellone

### Legenda
| - Q = Qualificato - WC = Wild card - LL = Lucky loser | - ALT = Alternate - SE = Special Exempt - PR = Protected Ranking | - w/o = Walkover - r = Ritirato - d = Squalificato |

### Sezione 1
|  | Primo turno | Primo turno       | Primo turno       | Primo turno | Primo turno |  |  | Ultimo turno | Ultimo turno  | Ultimo turno  | Ultimo turno | Ultimo turno |  |
|  |             |                   |                   |             |             |  |  |              |               |               |              |              |  |
|  | 1           | Karim Alami       | Karim Alami       | 6           | 6           |  |  |              |               |               |              |              |  |
|  |             | Francisco Cabello | Francisco Cabello | 4           | 4           |  |  | 1            | Karim Alami   | Karim Alami   | 3            | 6            |  |
|  | 14          | Diego Nargiso     | 3                 | 6           | 6           |  |  | 14           | Diego Nargiso | Diego Nargiso | 6            | 7            |  |
|  |             | Răzvan Sabău      | 6                 | 4           | 3           |  |  |              |               |               |              |              |  |

### Sezione 2
|  | Primo turno | Primo turno    | Primo turno   | Primo turno | Primo turno |  |  | Ultimo turno | Ultimo turno | Ultimo turno | Ultimo turno | Ultimo turno |  |
|  |             |                |               |             |             |  |  |              |              |              |              |              |  |
|  | 2           | Jeff Tarango   | 1             | 7           | 7           |  |  |              |              |              |              |              |  |
|  |             | Francisco Roig | 6             | 5           | 6           |  |  | 2            | Jeff Tarango | Jeff Tarango | 6            | 6            |  |
|  |             | Dušan Vemić    | Dušan Vemić   | 6           | 6           |  |  |              | Dušan Vemić  | Dušan Vemić  | 1            | 2            |  |
|  | 13          | Dinu Pescariu  | Dinu Pescariu | 4           | 1           |  |  |              |              |              |              |              |  |

### Sezione 3
|  | Primo turno | Primo turno       | Primo turno       | Primo turno | Primo turno |  |  | Ultimo turno | Ultimo turno     | Ultimo turno     | Ultimo turno | Ultimo turno |  |
|  |             |                   |                   |             |             |  |  |              |                  |                  |              |              |  |
|  | 3           | Galo Blanco       | Galo Blanco       | 6           | 6           |  |  |              |                  |                  |              |              |  |
|  |             | Emmanuel Heussner | Emmanuel Heussner | 2           | 2           |  |  | 3            | Galo Blanco      | Galo Blanco      | 7            | 6            |  |
|  | 12          | Fernando Vicente  | Fernando Vicente  | 6           | 7           |  |  | 12           | Fernando Vicente | Fernando Vicente | 5            | 1            |  |
|  |             | Ivan Ljubičić     | Ivan Ljubičić     | 2           | 6           |  |  |              |                  |                  |              |              |  |

### Sezione 4
|  | Primo turno | Primo turno     | Primo turno     | Primo turno | Primo turno |  |  | Ultimo turno | Ultimo turno   | Ultimo turno | Ultimo turno | Ultimo turno |  |
|  |             |                 |                 |             |             |  |  |              |                |              |              |              |  |
|  | 4           | Sjeng Schalken  | Sjeng Schalken  | 6           | 7           |  |  |              |                |              |              |              |  |
|  |             | Marzio Martelli | Marzio Martelli | 1           | 6           |  |  | 4            | Sjeng Schalken | 7            | 3            | 6            |  |
|  |             | Gastón Etlis    | 6               | 3           | 7           |  |  |              | Gastón Etlis   | 6            | 6            | 2            |  |
|  | 10          | Martin Sinner   | 3               | 6           | 5           |  |  |              |                |              |              |              |  |

### Sezione 5
|  | Primo turno | Primo turno            | Primo turno            | Primo turno | Primo turno |  |  | Ultimo turno | Ultimo turno     | Ultimo turno | Ultimo turno | Ultimo turno |  |
|  |             |                        |                        |             |             |  |  |              |                  |              |              |              |  |
|  | 5           | Nicolás Lapentti       | Nicolás Lapentti       | 6           | 6           |  |  |              |                  |              |              |              |  |
|  |             | Laurent Bensadoun      | Laurent Bensadoun      | 2           | 1           |  |  | 5            | Nicolás Lapentti | 3            | 6            | 6            |  |
|  |             | Nicklas Kulti          | Nicklas Kulti          | 6           | 6           |  |  |              | Nicklas Kulti    | 6            | 3            | 3            |  |
|  | 11          | Emilio Benfele Álvarez | Emilio Benfele Álvarez | 2           | 4           |  |  |              |                  |              |              |              |  |

### Sezione 6
|  | Primo turno | Primo turno             | Primo turno             | Primo turno | Primo turno |  |  | Ultimo turno | Ultimo turno            | Ultimo turno            | Ultimo turno | Ultimo turno |  |
|  |             |                         |                         |             |             |  |  |              |                         |                         |              |              |  |
|  | 6           | Juan-Albert Viloca-Puig | Juan-Albert Viloca-Puig | 6           | 7           |  |  |              |                         |                         |              |              |  |
|  |             | Renzo Furlan            | Renzo Furlan            | 3           | 5           |  |  | 6            | Juan-Albert Viloca-Puig | Juan-Albert Viloca-Puig | 5            | 4            |  |
|  | 9           | Jordi Burillo           | Jordi Burillo           | 6           | 6           |  |  | 9            | Jordi Burillo           | Jordi Burillo           | 7            | 6            |  |
|  |             | Christophe Bosio        | Christophe Bosio        | 1           | 0           |  |  |              |                         |                         |              |              |  |

### Sezione 7
|  | Primo turno | Primo turno        | Primo turno        | Primo turno | Primo turno |  |  | Ultimo turno | Ultimo turno   | Ultimo turno | Ultimo turno | Ultimo turno |  |
|  |             |                    |                    |             |             |  |  |              |                |              |              |              |  |
|  | 7           | Javier Sánchez     | Javier Sánchez     | 6           | 6           |  |  |              |                |              |              |              |  |
|  |             | Adrian Voinea      | Adrian Voinea      | 4           | 2           |  |  | 7            | Javier Sánchez | 6            | 2            | 6            |  |
|  | 8           | Tomas Nydahl       | Tomas Nydahl       | 6           | 6           |  |  | 8            | Tomas Nydahl   | 3            | 6            | 4            |  |
|  |             | Andrej Ol'chovskij | Andrej Ol'chovskij | 1           | 3           |  |  |              |                |              |              |              |  |